# Fino (citron)
Espèce
Fino est le principal cultivar de citron espagnol, le citron le plus produit dans le monde avec  'Eureka' et 'Lisbon', il est vendu en frais, utilisé par les industries du jus et de l'huile essentielle.

## Histoire
La culture du citron acide et la connaissance de ses vertus curatives pour la santé humaine sont connues en Espagne depuis le moyen âge. L'Espagne est (2020) le second producteur mondial de citrons et un gros consommateur.
En 1959/1960 de nouvelles réglementations allemandes concernant les produits alimentaires permettent aux citrons espagnols étiquetés «fruits naturels, non traités par produits chimiques» de s'imposer face aux citrons américains qui doivent indiquer « traités à l'aide de produits chimiques, écorce impropre à la consommation». Les exportateurs espagnols conquièrent simultanément  le marché des pays d'Europe de l'est. A cette époque le cultivar 'Verna' (récolte de novembre à août) représente 80% de la production espagnole, le solde 20% est fourni par `Primofiore' ou 'Limon fino' (octobre à janvier) qui est utilisé pour l'extraction de l'huile essentielle (les variétés locales sont marginales: par exemple 'Real' à Malaga).
De 1960 à 1980 la superficie plantée en citronniers passe de 16000 à 39000 ha avec en 1973 la mise en place d'un programme de sélection variétale parmi la diversité de 'Verna' et 'Fino'. Ces plantes sont issus de semis ("pepiteros") du type "Comunes" de la Vega Alta del Segura (Murcie) concernant Fino. Il s'imposera sur 'Verna' en raison de sa peau fine, son fort contenu en jus à l'acidité élevée, qualités recherchées par l'industrie agroalimentaire.
Fino occupe (2024) 52119 ha en Espagne qui donnent entre 1 et 1.4 million de t de fruit (2023-24). En 2022, la production de Fino est 810000 t, celle de Verna 280000 t dont en moyenne 250000 t étaient exportées en fruits frais. De 2016 à 2024 la superficie espagnole plantée de citronniers a augmenté de 36% dont 22% pour le seul Fino, provoquant des ajustements de prix au détriment des producteurs.

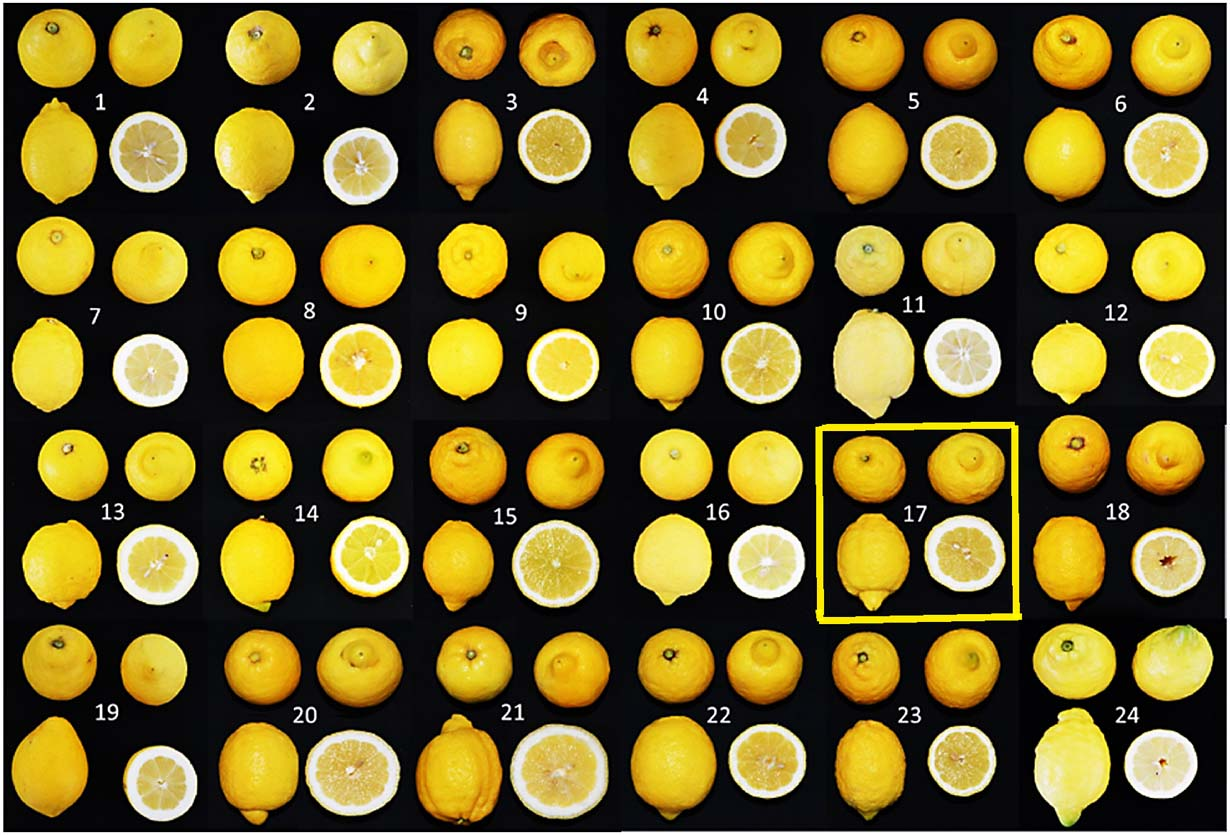
24 cultivars de citron méditerranéen. 'Fino' encadré n°17, Verna est le n°24

## Description

### La plante
L'arbre est spécialement vigoureux, il peut atteindre une grande taille, il est très épineux et très productif. Cette productivité est stimulée par l'emploi fréquent du porte-greffe Citrus macrophylla.

### Le fruit
Fruit sphérique à ovale (entre 100 et 180 g, entre 5,5 et 6,7 cm de diamètre équatorial et environ  7 cm de hauteur)  avec un mamelon petit et pointu; peau lisse, plus pâle que 'Verna' et fine. Le jus abondant (50 à 60 % du poids) est acide ('Fino 49' a la teneur en acide la plus élevées environ 75 g d'acide citrique L-1) et contient un niveau élevé de matières solides solubles totales (de 7,4 à 8,4 ° brix).

### La culture

#### Les cultivars
Les cultivars de Fino sont numérotés. 'Fino 49' le plus planté et 'Fino 77' ont les rendements les plus élevés. L'IMIDA  a obtenu (2015) les cultivars 'Finolate', 'Fino Callosa' (précoce) et 'Garpo' (d'un beau jaune) par mutation spontanée de 'Fino 49' avec une qualité du jus améliorée. Une publication hispano-péruvienne (2020) écrit « Les citrons 'Fino 95' et 'Fino 49' greffés sur C. aurantium présentent les fruits de la plus haute qualité».
Dans le cadre du réchauffement climatique la culture sous écran d'ombrage a été testée, elle réduit la consommation d'eau mais aussi la taille et la productivité en fruits.

## Huile essentielle
Le rendement est relativement faible parmi les citrons 5,26 kg/t de fruits comparé à 7,28 kg/t de fruits pour 'Lisbon'.

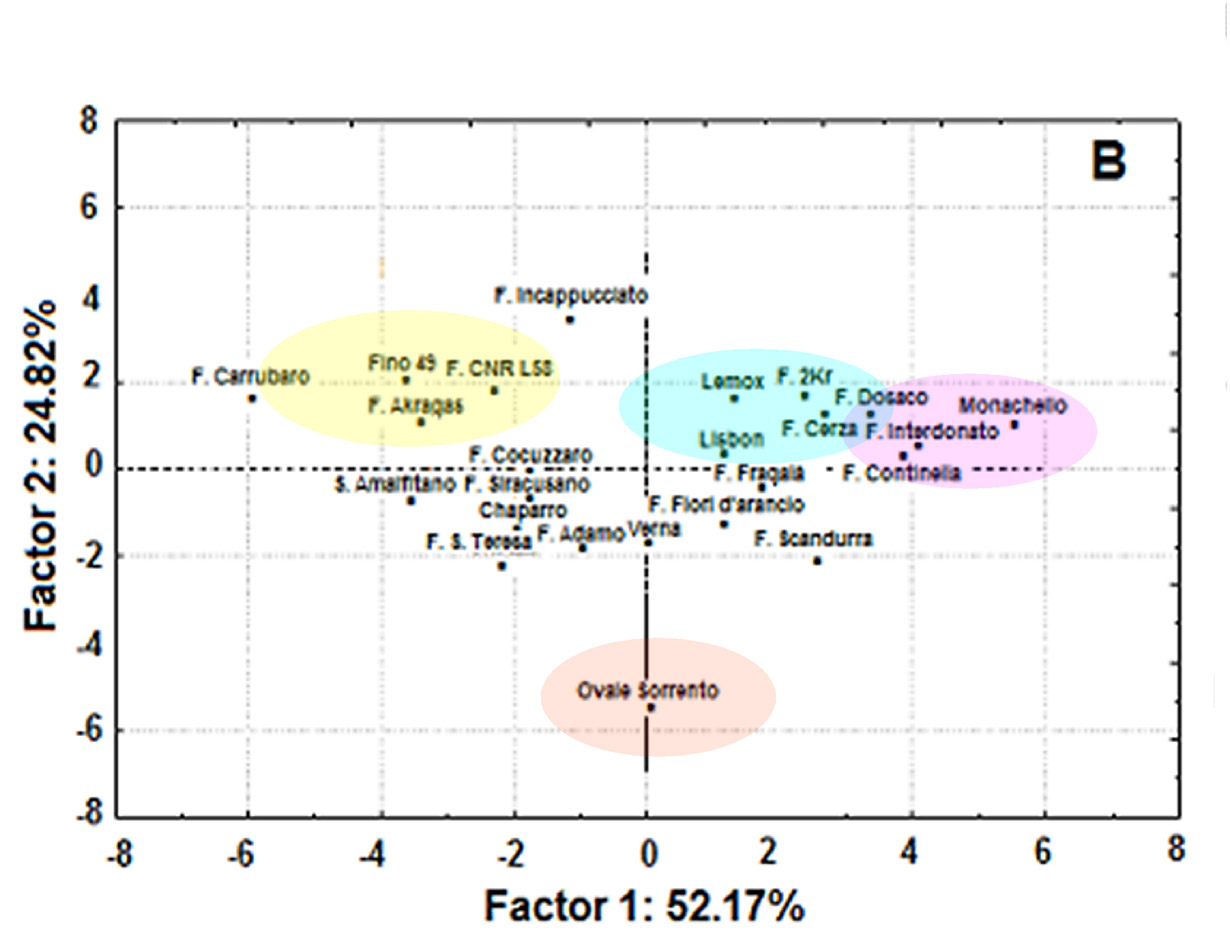
Distances entre les HE de divers citrons. Giulia Modica et al. (2024) regroupent des clusters proches (couleurs) avec Fino en haut à gauche au centre du groupe 1. Ovale de Sorrente et interdonato sont vraiment singuliers. Femminello de Syracuse et Verna sont proches du centre.

Le limonène, principal composant de l'HE de citron ('Eureka' en contient 67 %), est présent à 59 % chez Fino. Une comparaison méthodique des HE de citrons a été publiée par Giulia Modica et al. (2024) qui met en avant la faible teneur en hydrocarbures monoterpéniques 14,6 %. Fino a un niveau élevé de néral 3,6 % et de nérol 1 % et de géranial 4,8 % et géraniol 1,3 % sachant que «les deux couples néral/géranial et nérol/géraniol ont été définis comme déclencheurs de l'odeur de citron, pour souligner leur importance dans la définition et la caractérisation de l'arôme de l'huile essentielle d'écorce de citron». Ce travail permet aux auteurs de regrouper les cultivars de citrons montrant une distance entre 'Fino 49', 'Lemox' - 'Lisbon', Ovale di Sorrento (très singulier), 'Monachello' / Interdonato nettement séparés dans leur analyse en composantes principales. La discrimination est liée au contenu en α-pinène, sabinène, β-pinène, myrcène, limonène et γ-terpinène.

## Pages connexes
- Huile essentielle de citron
- citron, Limone Femminello del Gargano, Limone Costa d'Amalfi, Limone dell'Etna, Limone di Rocca Imperiale, Limone di Sorrento, Limone Interdonato Messina Jonica, Citron de Menton, Citron Ponderosa, Limone di Procida, Citron de Syracuse